# Научно-исследовательский институт и Музей антропологии имени Д. Н. Анучина
Научно-иссле́довательский институ́т и Музе́й антрополо́гии имени Д. Н. Анучина МГУ им. М. В. Ломоносова — российский НИИ и музейный комплекс, посвящённый антропологии, функционирует в структуре Московского государственного университета.
История Музея антропологии началась со Всероссийской антропологической выставки 1879 года, которая проводилась под эгидой московского Общества любителей естествознания, антропологии и этнографии. Институт антропологии стал отдельным учреждением по решению Государственного учёного совета на физико-математическом факультете университета имени В. М. Ломоносова в ноябре 1922 года. Музей в 1950 году стал частью института на правах отдела научных фондов и экспозиции.

## История
Музей антропологии был основан на базе Всероссийской антропологической выставки 1879 года. В 1882 году Д. Н. Анучин совместно с Н. Л. Гондатти занялся устройством Антропологического музея в здании Исторического музея.
В 1922 году по инициативе Анучина был создан Институт антропологии. После смерти Анучина в 1923 году должность директора Института занял В. В. Бунак. В 1950 году Институт был объединён с Музеем.
Начиная с 1958 года в НИИ и Музее антропологии функционирует специализированный совет, занимающийся присуждением учёной степени кандидата и доктора биологических наук, специальность — антропология.
С институтом связана деятельность Т. И. Алексеевой, В. В. Бунака, Г. Ф. Дебеца, М. Г. Левина, М. Ф. Нестурха, Я. Я. Рогинского, Н. Н. Чебоксарова, В. П. Якимова, А. И. Ярхо.
Институт занимается разработкой теоретических основ прикладной антропологии. За 1973—1994 годы был накоплен большой массив материалов с данными измерений соматических признаков населения СССР и России всех возрастов, данные были взяты более чем у 250000 человек. Институт издал книгу «Размерная типология населения с основами анатомии и морфологии», которая позже трижды переиздавалась (1973, 1980, 2001, 2002). Труды работников НИИ антропологии несколько раз удостаивались государственных наград и признания иностранных специалистов.
С 2005 по апрель 2010 года здание института на улице Моховой проходило капитальную реконструкцию. В апреле 2010 года здание снова стали эксплуатировать. Перед работниками НИИ и Музея антропологии было поставлено задание обновить экспозиции Музея. В планах открыть 4 зала, посвящённым проблематике истории науки, антропогенезу, эволюции древней материальной культуры и общества, предметам искусства времён палеолита. Обустроить фондохранение передовым оборудованием.
В 2011 году НИИ и Музей антропологии открыл набор на курсы повышения квалификации для специалистов с высшим и средним образованием: «Ауксология человека», «Палеоантропологическая реставрация», «Практическая палеоантропология», «Теория и методика оценки физического развития детей и подростков», «Физическая антропология», «Биоразнообразие ископаемого и современного человека (для учителей)». Для учеников в целях подготовки к поступлению в ВУЗы организованы образовательные курсы: «Мир приматов» (6—8 кл.), «Происхождение человека», «Расоведение», «Как устроен человек» (9—11 кл.).
В 2012 году в НИИ и Музее антропологии планировалось организовать магистратуру по антропологии.
Отдел антропогенеза насчитывает около 3000 экспонатов, включая муляжи черепов и костей скелетов ископаемых гоминид, найденных в Европе, Азии и Африке. Среди наиболее значимых объектов данного отдела находятся череп неандертальского ребенка, обнаруженный в гроте Тешик-Таш недалеко от Самарканда, и череп ребенка современного вида с некоторыми чертами, свойственными неандертальцам, из пещеры Староселье, расположенной близ Бахчисарая. В коллекциях также представлены муляжи ископаемых находок, скелеты и чучела современных приматов.

## Руководство
Хранители музейных фондов:
- 1893—1914: Алексей Арсеньевич Ивановский[3]
- 1916(?)—1924: Борис Алексеевич Куфтин[4]
- 1924—1931: Николай Александрович Синельников[5]
- 1931—1936 Анна Васильевна Збруева[6]
- 1936[7]/1937—1940 и 1953—1960: Борис Александрович Васильев[6]
- 1960—1971: Вероника Ивановна Кочеткова[8]
- 1971—1985: Татьяна Дмитриевна Гладкова[8]
- 1985—2003: Василий Евгеньевич Дерябин[9]

Директора:
- 1931—1956: Марк Соломонович Плисецкий[10]
- 1956—1981: Всеволод Петрович Якимов[11]
- 1981—2008: Владимир Павлович Чтецов